# 陳乂
陈乂，五代十国后梁、后唐官员，蓟门人。
陈乂年轻时好学，善写文章。避乱客居浮阳，转迁到大梁。后梁张汉杰请到私邸，上表授为太子舍人。唐庄宗平后梁，郭崇韬遥领常山，召他为幕宾。郭崇韬从魏王李繼岌伐蜀，署任为招讨判官。郭崇韬死后，唐明宗即位，陈乂随任圜回朝，被任圜推荐，担任膳部员外郎、知制诰，官至中书舍人。陈乂性情阴僻，少与人相合，不被当权者赏识。改任左散騎常侍，于是是忿而成疾，转月就去世了。陈乂有一点才术，常常自恃其能。为判官时，有人拜访，他在帷幕深处，别人不见其面。担任中书舍人，姿态更加倨傲，官位不至公卿，就是因为他器度促狭。陈乂性情孤执，为官廉洁。长兴年间，以舍人去太原册封晋国公主，石敬瑭善待他，对他的清高很诧异。有人让他写一篇颂称道石敬瑭。陈乂说：“人生贫富，都有定分，没有持天子之命，而违礼求利得人，既损国纲，又亏士行，陈乂今生都不做这样的事。”石敬瑭即位，赠陈乂礼部尚书。